# Martin Hiden
Martin Hiden (Stainz, Austria, 11 de marzo de 1973) es un exfutbolista austriaco que jugaba de defensa.

## Biografía
Martin Hiden empezó su carrera profesional en el Sturm Graz. Durante dos años jugó en el SV Austria Salzburg (1994-1996) antes de regresar de nuevo a su primer club, donde consigue su primer título, la Copa de Austria.
En 1997 fichó por el Rapid de Viena, donde se estrenó como jugador en la Copa de la UEFA.
En enero de 1998 se marchó a jugar a la Premier League inglesa con el Leeds United.
Después de una temporada en Gran Bretaña regresó a su país a jugar con el Austria de Viena. En la temporada 2002-03 el equipo realizó una buena temporada y consiguió ganar todos los títulos nacionales (Liga, Copa y Supercopa).
En 2003 fichó por el Rapid de Viena, equipo en el que permaneció cinco temporadas y donde se proclamó campeón de Liga en dos ocasiones.
En 2008 fichó por el Austria Kärnten.

### Selección nacional
Fue internacional con la selección de fútbol de Austria en 50 ocasiones. Su debut como internacional se produjo en marzo de 1998 en un partido contra Hungría.
Fue convocado para disputar la Copa Mundial de Fútbol de Francia de 1998, aunque no disputó ningún encuentro.
Fue convocado por su selección para participar en la Eurocopa de Austria y Suiza de 2008, donde disputó el encuentro que perdió su equipo ante Alemania por un gol a cero.

## Clubes
| Club                        | País       | Año       |
| --------------------------- | ---------- | --------- |
| SK Sturm Graz               | Austria    | 1992-1994 |
| SV Austria Salzburg         | Austria    | 1994-1996 |
| SK Sturm Graz               | Austria    | 1996-1997 |
| Rapid Viena                 | Austria    | 1997      |
| Leeds United                | Inglaterra | 1998-2000 |
| FK Austria Viena            | Austria    | 2000-2003 |
| Rapid Viena                 | Austria    | 2003-2009 |
| SK Austria Kärnten (cedido) | Austria    | 2008      |
| SK Austria Kärnten          | Austria    | 2009      |
| Red Bull Salzburgo Juniors  | Austria    | 2010-2011 |

## Palmarés
- 3 Ligas de Austria (Austria de Viena, 2003; Rapid de Viena, 2005 y 2008)
- 2 Copas de Austria (Sturm Graz, 1997; Austria de Viena, 2003)
- 1 Supercopa de Austria (Austria de Viena, 2003)